# Валлемайо
Валлемайо (итал. Vallemaio) — коммуна в Италии, располагается в регионе Лацио, в провинции Фрозиноне.
Население составляет 1011 человек (2008 г.), плотность населения составляет 52 чел./км². Занимает площадь 20 км². Почтовый индекс — 3040. Телефонный код — 0776.
Покровителем коммуны почитается святой апостол Фома, празднование 7 июля.

## Демография
Динамика населения:

## Администрация коммуны
- Официальный сайт: